# ماثيو دبليو. قود
ماثيو دبليو. قود (بالإنجليزية: Matthew W. Good)‏ هو سياسي أمريكي، ولد في 1975. حزبياً، نشط في الحزب الجمهوري. وقد انتخب عضو مجلس نواب بنسيلفانيا.